# Palazzo Spaventa
Palazzo Spaventa è un palazzo signorile situato in prossimità di piazza Garibaldi sul corso Vittorio Emanuele ad Atessa. Attualmente è adibito a residenza.

## Storia e descrizione
Il palazzo risale al 1875 e fu costruito da un antenato del professor Luigi Spaventa, importante economista. I bombardamenti della Seconda guerra mondiale fecero crollare alcune parti dell'edificio.
L'edificio è completamente realizzato in laterizi e si sviluppa attorno a un cortile interno. Le mura del piano terra presentano dei mattoni che formano delle bugne fino al settore centrale del portale. Gli altri due piani presentano delle lesene con capitelli di pietra. Il portale presenta ai lati due finestre ad arco ed è sovrastato da un balcone. 
Nella parte destra del palazzo vi sono ancora i muri crollati dagli eventi della Seconda guerra mondiale.

## Galleria d'immagini

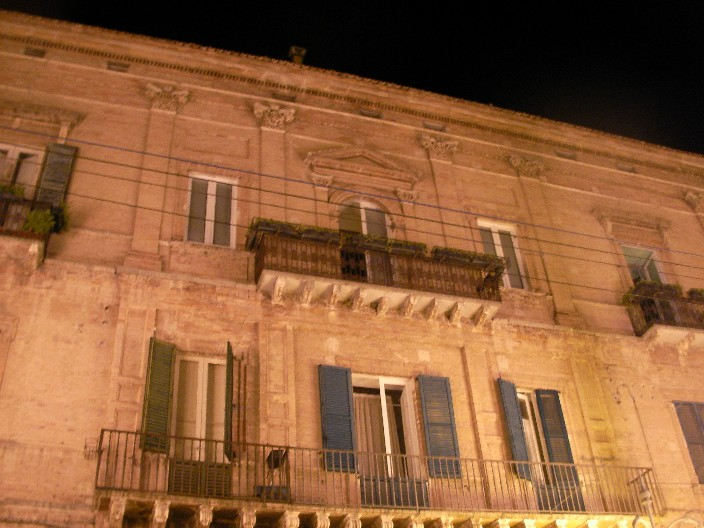
Palazzo Spaventa di notte
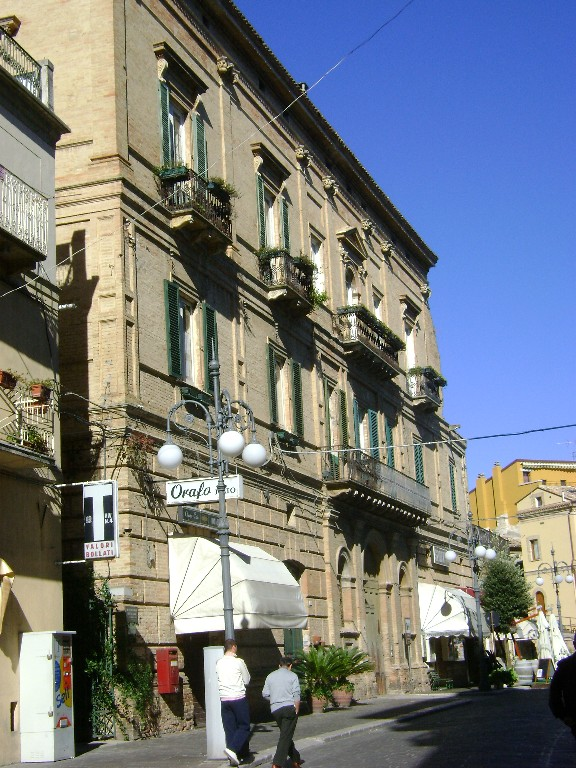
Spaventa visto da Corso Vittorio Emanuele
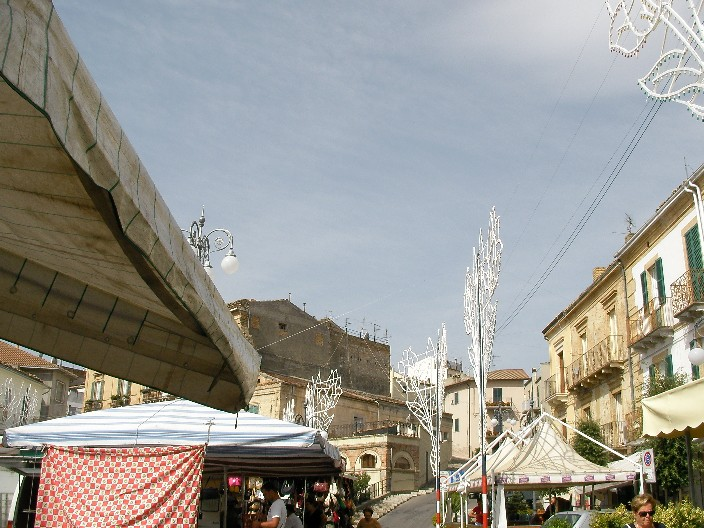
Piazza Garibaldi in un giorno di mercato in cui si vede in fondo il Palazzo Spaventa

## Fonti
- Sangroaventino: Palazzo Spaventa [collegamento interrotto], su sangroaventino.it.